# WWE Unforgiven
 Der er for få eller ingen kildehenvisninger i denne artikel, hvilket er et problem. Du kan hjælpe ved at angive troværdige kilder til de påstande, som fremføres i artiklen.

Unforgiven var et pay-per-view-show inden for wrestling produceret af World Wrestling Entertainment. Det var ét af organisationens månedlige shows og blev afholdt i september i perioden fra 1999 til 2008. I 2009 blev showet erstattet af WWE's Breaking Point. Den første udgave af Unforgiven blev dog afholdt 26. april 1998 og var dog en del af In Your House-showene. Det første show er kendt for at indeholde den berygtede Inferno Match mellem The Undertaker og Kane. 
I forbindelse med WWE's brand extension var showet eksklusivt til RAW-brandet fra 2003 til 2006. I 2007 og 2008 havde alle WWE's pay-per-view-shows været "tri-branded", hvilket betyder, at wrestlere fra alle tre brands (RAW, SmackDown og ECW) deltager i organisationens shows. 
| Sport | Spire Denne artikel om sport er en spire som bør udbygges. Du er velkommen til at hjælpe Wikipedia ved at udvide den. |